# Myagdi Khola
Der Myagdi Khola (Nepali म्याग्दी खोला) ist ein rechter Nebenfluss des Kali Gandaki im Distrikt Myagdi der nepalesischen Verwaltungszone Dhaulagiri.
Der Myagdi Khola wird vom Chonbardan-Gletscher gespeist. Er fließt etwa 40 km zwischen Dhaulagiri I und Dhaulagiri II in südlicher Richtung durch das Dhaulagiri-Gebirgsmassiv des Himalaya. Der Fluss verlässt das Hochgebirge und wendet sich in Richtung Ostsüdost. Bei Beni, der Distrikthauptstadt von Myagdi, mündet der Fluss schließlich in den Kali Gandaki. Der Myagdi hat eine Länge von etwa 65 km.